# Cali≠gari
cali≠gari ou cali∦gari (カリ≠ガリ) é uma banda japonesa visual kei formada com o conceito eroguro. Foi formada em junho 1993 e teve seu nome dado em homenagem ao filme O Gabinete do Doutor Caligari, apesar de a grafia inicial ter sido cali+gari. A banda cessou suas atividades em junho de 2003 e voltou a ativa no ano de 2009 com um estilo mais pop e com tendências eletrônicas. A banda gravava álbuns de forma indie até 2003, com a gravadora Misshitsu Neurose, pertencente ao guitarrista da banda Ao Sakurai. Mas, a partir de 2002, a banda assinou com a gravadora major Victor Entertainment. Alguns dos álbuns gravados de forma indie contém faixas com comerciais e entrevistas promocionais da banda.
No ano de 2001 surgiu também um projeto paralelo do grupo, a banda La'royque de Zavy, um alter-ego do cali≠gari parodiando as bandas de visual kei antigas. Com esse nome, o grupo lançou o single moumoku de arugayue no THE touitsukan em 3 de junho de 2001.

## Membros

### Atuais
- Shuuji Ishii (石井 秀仁, Ishii Shuuji) – vocal
- Ao Sakurai (桜井 青, Sakurai Ao) – guitarra
- Kenjirou Murai (村井 研次郎, Murai Kenjirou) – baixo
- Makoto Takei (武井 誠, Takei Makoto) – bateria

### Antigos
- Kureiju (秀児), vocal [saída: 1993]
- Shin (真), vocal [1994 - 1995]
- Shuuji (秀児), vocal [1996 - 2000]
- Keji (圭児), baixo [1993 - 1996]
- Kazuya, baixo [saída: 1995]
- Katsumi (克弥), bateria [1989 - 1999]

- Shuuji deixou o cali≠gari em junho de 2000 e foi substituído por Shuuji Ishii. Por causa de seus nomes identicos houve alguma confusão com o começo do novo vocalista, por isso Shuuji Ishii se apresentava com "o outro Shuuji".

## Discografia

### Demo-tapes
| Título             | Lançamento            | Faixas |
| ------------------ | --------------------- | --- |
| Dai 1 Jikkenshitsu | 28 de janeiro de 1994 | 1. "cali+gari" 2. "BEAST OF ROMANCE" 3. "LOVE FOR YOU"                                                       |
| Sennou             | 15 de maio de 1995    | 1. IF 2. ningyou no ie 3. yoake mae ～inakuatte shimatta natsukashii hitotachi e～ 4. HUMAN SYSTEM           |
| Dai 2 Jikkenshitsu | 17 de agosto de 1996  | 1. GIROTIN (test patern.#1) 2. outo 3. kusatta sakana 4. toorima no kisetsu 5. oyasumi nasai 6. ningen panpu |
| outo               | 21 de agosto de 1997  | 1. outo |
| Oyasumi nasai      | 30 de agosto de 1997  | 1. Oyasumi nasai                                                                                             |

### Álbuns
| Título                         | Lançamento             |
| ------------------------------ | ---------------------- |
| Dai 3 Jikkenshitsu (kaiteiban) | 17 de junho de 1998    |
| Dai 4 Jikkenshitsu             | 12 de dezembro de 1998 |
| Dai 5 Jikkenshitsu             | 27 de junho de 1999    |
| Blue Film                      | 7 de julho de 2000     |
| Saikyouiku -Hidari-            | 1 de janeiro de 2001   |
| Saikyouiku -Migi-              | 1 de janeiro de 2001   |
| Dai 6 Jikkenshitsu             | 14 de março de 2001    |
| Cali Gari Janai Janai          | 20 de dezembro de 2001 |
| Dai 7 Jikkenshitsu             | 4 de abril de 2002     |
| Dai 2 Jikkenshitsu Kaiteiban   | 17 de julho de 2002    |
| 8                              | 5 de março de 2003     |
| Good Bye                       | 23 de junho de 2003    |
| cali≠gari no sekai             | 20 de maio de 2009     |
| 10                             | 26 de agosto de 2009   |
| ≠                              | 17 de março de 2010    |
| 11                             | 1 de novembro de 2012  |

### Singles
| Título                                  | Lançamento              | Faixas |
| --------------------------------------- | ----------------------- | --- |
| "Dai 4 jikkenshitsu (hosokuban)"        | 12 de dezembro de 1998  | 1. kinjiki (SG kei version) |
| "Kimi Ga Saku Yama"                     | 5 de maio de 2000       | 1. DRAMA "kimi ga saku yama" 2. kimi ga saku yama |
| "Dai 7 Jikkenshitsu Yokokuban ~Maguro~" | 4 de abil de 2002       | 1. Drama "Maguro" 2. Maguro 3. Kajiki 4. Maguro 5. cali≠gari no komaasharu "Dai 7 Jikkenshitsu" |
| "Dai 2 Jikkenshitsu Kaiteiyokokuban"    | 14 de março 2002        | 1. Girotin ~Test Pattern.#2~ 2. Kusatta Sakana ~ Demo Ver. |
| "Shitasaki 3-pun Size"                  | 30 de outubro de 2002   | 1. shitasaki 3-PUN SIZE 2. kimi to boku 3. shitasaki 3-PUN SIZE (special teaching materialmaster it in 1 week! vocalist training lesson) 4. kimi to boku (special teaching materialmaster it in 1 week! vocalist training lesson) 5. hidden track |
| "Seishun Kyousoukyoku"                  | 21 de fevereiro 2003    | |
| "9 -tou- Hen"                           | 22 de julho de 2009     | |
| "9 School Zone Hen"                     | 22 julho de 2009        | |
| "Zoku, Tsumetai Ame"                    | 11 de fevereiro de 2010 | 1. Zoku, Tsumetai Ame |

### DVD
- "Kyuu" (休) (21 de setembro de 2003)
- "Juu" (2 de dezembro de 2009)
- "Juu (Shokai Genteiban)" (從(初回限定盤)) (2 de dezembro de 2009)